# Polyketidy
Polyketidy jsou rozsáhlou skupinou sekundárních metabolitů, které mohou obsahovat střídající se karbonylové a methylenové skupiny (-CO-CH2-), a nebo být odvozené od prekurzorů s takovými skupinami. Mnoho z nich má lékařské využití nebo je významných v důsledku své akutní toxicity.

Polyketidy
Geldanamycin, používaný jako antibiotikum
Doxycyklin, další významné antibiotikum.
Erythromycin, rovněž antibiotikum.
Aflatoxin B1, jedna z nejkarcinogennějších známých sloučenin

## Biosyntéza
Polyketidy vznikají v bakteriích, houbách, rostlinách, i některých mořských živočiších. Jejich biosyntéza spočívá v postupné kondenzaci acetylkoenzymu A nebo propionylkoenzymu A s malonyl- či methylmalonylkoenzymem A. Kondenzace bývá doprovázena dekarboxylací a vznikem beta-ketonové funkční skupiny. První kondenzací se vytvoří acetoacetylová skupina, nazývaná diketid. Dalšími kondenzacemi se tvoří triketidy, tetraketidy, atd.

Biosyntéza kyseliny orselinové z polyketidové meziproduktu

Polyketidové řetězce vytvořené polyketidsyntázami mohou mít na sebe napojené téměř jakékoliv substituenty. K modifikacím patří například redukce ketoskupin na methyleny a cyklizace. Řada těchto přeměn probíhá přes enolové tautomery polyketidů.
Polyketidy jsou strukturně rozmanitou skupinou sloučenin.
Lze je rozdělit na tři skupiny: typ I (často jde o makrolidy vytvářené multimodulárními megasyntázami), typ II (mnohdy se jedná o aromatické molekuly vzniklé působením disociovaných enzymů) a typ III (většinou malé aromatické molekuly vznikající v houbách).
Polyketidy jsou vytvářeny multienzymovými polypeptidy připomínajícími eukaryotní syntázy mastných kyselin, které jsou ovšem často mnohem větší. Patří sem acylové přenašečové domény a shluky enzymových jednotek, které mohou fungovat iterativně, přičemž opakují stejné prodlužovací/modifikační kroky (jako při syntéze mastných kyselin), nebo sekvenčně za tvorby heterogennějších polyketidů.

## Využití
Na polyketidech jsou založena například některá antibiotika, antimykotika, cytostatika, anticholesteremika, antiparazitika, a přírodní insekticidy.

## Příklady
- Makrolidy
  - Pikromycin, první izolovaný makrolid[11]
  - Antibiotika erythromycin A, klarithromycin a azithromycin
  - Anthelmintika avermektin a ivermektin
  - Insekticid spinosad (spinosyn)
- Ansamyciny
  - Protinádorová léčiva geldanamycin a makbecin,
  - Antibiotikum rifamycin
- Polyeny
  - Antimykotika amfotericin, nystatin a pimaricin
- Polyethery
  - Antibiotikum monensin
- Tetracykliny
  - Doxycyklin
- Acetogeniny
  - bullatacin
  - squamocin
  - molvizarin
  - uvaricin
  - annonacin
- Ostatní
  - Imunosupresiva takrolimus (FK506) (imhibitor kalcineurinu) a sirolimus (rapamycin) (inhibitor mTOR)
  - Radicikol a pochoninové inhibitory (HSP90)
  - Lovastatin, sloužící ke snížení hladiny cholesterolu
  - Diskodermolid
  - Aflatoxin
  - Kyselina usnová
  - Anthracimycin
  - Anthramycin